# Spökafton
Spökafton var en svensk TV-serie från 2000 i fem fristående avsnitt som sändes i SVT på lördagar vintern 2001. I vart och ett av avsnitten råkade barn ut för spöken eller andra övernaturliga händelser. Avsnitten kommenterades efteråt av folklivsforskaren Ebbe Schön. TV-serien släpptes på DVD 2001 under titeln Spökhistorier och en nyutgåva med titeln Spökafton släpptes 27 oktober 2010.

## Avsnitt
Det polska korset (sändes 3 februari 2001)
11-åriga Filip (Anders Österholm) skall sova över på slottet Sandby medan hans mamma åker på konferens. Här får han träffa sin mammas arbetskamrats dotter Marie-Jeanette (Jasmine Heikura). Hon berättar en hel del skrämmande historier om slottet och en hästskötare vid namn Edward som drunknade i sjön för över hundra år sedan.
Filip får veta att Edward alltid bar på sig ett kors som han skulle ge vidare till den som räddade hans liv. Men ingen räddade Edward när han drunknade i sjön för länge sedan. Ingen var modig nog, och Filip själv skulle aldrig vara modig nog att göra något sådant. Eller?
Silvertåget (sändes 10 februari 2001)
Ximena (Mira Glowinkowska) och Theo (Leo Hallerstam) har varit på Gröna Lund och Ximena missar precis sista tunnelbanan. Hon vet inte vad hon skall göra när plötsligt ett silverfärgat tåg rullar in på perrongen. Fastän lamporna blinkar och tåget i sig verkar konstigt och utan passagerare så kliver Ximena på. Nästa dag är polisen i skolan och säger att Ximena inte kom hem dagen innan. Men efter bara någon dag kommer Ximena till rätta, men det är något väldigt konstigt med henne.
Episoden är direkt inspirerat kring de sägner som går om tunnelbanevagnen C5, även kallad Silverpilen.
Regnspöken (sändes 17 februari 2001)
Avsnittet handlar om Agnes (Kim Jansson), en nioårig flicka som vill tillbringa tid tillsammans med sin äldre syster, My (Marie Liljegren), och hennes kompis, Maria (Elina Raeder). Agnes är dock inte välkommen in i gemenskapen, utan börjar hitta på en historia om ett spöke, ett regnspöke. Det visar sig att påhittet är verkligare än Agnes trott.
På andra sidan (sändes 24 februari 2001).
Ebba (Sofie Hamilton) är klassens mobbningsoffer och Rebecka (Sally Frejrud Carlsson) är klassens populäraste tjej. Ebbas pappa (Fredrik Gunnarsson) är rektor på skolan och kommer in när de ska ha matte, och han säger att läraren inte kan komma och att de får jobba själva. Men en vikarie (Anna Wallander) kommer i alla fall och det är något väldigt underligt med henne. På natten byter Ebbas och Rebeckas själar kroppar.
Ensamrummet (sändes 3 mars 2001)
Emmas föräldrar ska skiljas men innan skilsmässan träder i kraft åker familjen på semester till landet. Emma (Emma Samuelsson) känner sig utanför då föräldrarna bara bråkar och drar sig undan i ett rum på gården för att få vara i fred. Snart upptäcker hon att det är något mystiskt med rummet då en skrivmaskin börjar skriva meddelande av sig själv.

### Webbkällor
1. ↑  Öppet arkiv, läs online.[källa från Wikidata]
2. ↑  Spökafton, eftertexter.[källa från Wikidata]
3. ↑  Svensk mediedatabas, läs online.[källa från Wikidata]